# Marjorie Veyssiere
Marjorie Veyssiere (* 18. Mai 1996 in Aurillac) ist eine französische Leichtathletin, die sich auf den Sprint spezialisiert hat.

## Sportliche Laufbahn
Erste Erfahrungen bei internationalen Meisterschaften sammelte Marjorie Veyssiere im Jahr 2022, als sie bei den Europameisterschaften in München mit der französischen 4-mal-400-Meter-Staffel mit 3:29,64 min in der Vorrunde ausschied. Im Jahr darauf belegte sie bei den Weltmeisterschaften in Budapest mit 3:28,35 min den neunten Platz. Bei den World Athletics Relays 2024 auf den Bahamas wurde sie in 3:30,96 min Achte in der Finalrunde über 4-mal 400 Meter und sicherte damit dem französischen Team einen Startplatz bei den Olympischen Spielen in Paris. Im Juni verhalf sie der Frauenstaffel bei den Europameisterschaften in Rom zum Finaleinzug und 2025 belegte sie bei den Halleneuropameisterschaften in Apeldoorn in 3:25,80 min den fünften Platz.

## Persönliche Bestleistungen
- 400 Meter: 52,13 s, 16. Mai 2024 in Montreuil
  - 400 Meter (Halle): 52,52 s, 18. Januar 2025 in Aubière